# علم دلالة الألفاظ الحسابي
علم دلالة الألفاظ الحسابي (Computational semantics) هو دراسة كيفية أتمتة عملية البناء والتفكير باستخدام علم دالالة الألفاظ لتعبيرات اللغة الطبيعية. وبالتالي فإنه يلعب دورًا مهمًا في معالجة اللغات الطبيعية واللغويات الحاسوبية.
بعض المواضيع التقليدية ذات الاهتمام هي: بناء تمثيلات المعنى، التحديد الدلالي الناقص، دقة الجناس،إسقاط الافتراضات المسبقة، ودقة نطاق المحدد الكمي. الأساليب المستخدمة عادة ما تكون مستمدة من الدلالات المنهجية أو الدلالات الإحصائية. لدى علم الدلالة الحسابية نقاط اتصال مع مجالات الدلالات المعجمية (توضيح معنى الكلمة ووضع العلامات على الأدوار الدلالية)، ودلالات الخطاب، وتمثيل المعرفة، والتفكير الآلي (على وجه الخصوص، إثبات النظرية الآلية). منذ عام 1999، كانت هناك مجموعة اهتمامات خاصة لـ ACL حول الدلالات الحسابية، SIGSEM.